# 박동혁 (1992년생 축구 선수)
박동혁(한국 한자: 朴東爀, 1992년 3월 11일 ~ )은 대한민국의 축구 선수로 현재 K3리그 경주 한국수력원자력에서 수비수로 활약 중이며 이전에는 울산 HD, 천안 시티, 거제시민축구단, 울산시민축구단 등에서 활동했다.

## 클럽 경력

### 천안시청
현대중학교와 현대고등학교를 거쳐 2011년 K리그1의  울산 현대에 입단했지만 2013년까지 단 1경기도 뛰지 못한 채 2014 시즌을 앞두고 천안 시티의 전신이자 당시 내셔널리그 소속팀인 천안시청에 입단했다.
그 후 2019 시즌까지 무려 6시즌동안 팀의 주축 수비수로 활약하며 3시즌 연속 내셔널리그 플레이오프 진출(2017, 2018, 2019), 2016년 전국체육대회 금메달, 2017년 내셔널축구선수권대회 준우승, 2018년 내셔널축구선수권대회 4강 진출 등에 기여했다.

### 울산시민축구단1기
2020 시즌을 앞두고 공익근무를 위해 새로이 편입된 K4리그 참가팀인 울산시민축구단에 입단한 뒤 2020 시즌 공식전 20경기 3골을 기록하며 2020년 K4리그 준우승 및 차기 시즌 K3리그 승격을 이끌었다.

### 거제시민축구단
울산시민축구단의 K3리그 승격으로 인해 더 이상 울산시민축구단에서 사회복무요원으로의 활동이 불가능해지면서 결국 2021 시즌을 앞두고 K4리그 신생팀인 거제시민축구단으로 자리를 옮겼다.
그 후 2021 시즌 리그 28경기 9개의 공격포인트(6골 3어시스트)를 기록했고 팀도 창단 첫 시즌인 2021년 K4리그에서 16팀 중 6위를 차지하는 기염을 토하며 차기 시즌을 기대케 하는 괄목할만한 성과를 거두었다.

### 울산시민축구단 2기
2021 시즌을 끝으로 병역 의무를 모두 해결한 뒤 2022 시즌을 앞두고 울산시민축구단과 3년 계약을 체결하며 2년만에 복귀했고 2022년 K3리그에서는 16팀 중 15위에 그쳤지만 같은 해에 열린 2022년 전국체육대회에서는 울산시민축구단의 창단 첫 전국체육대회 금메달의 주역으로 활약하며 천안 시절 이후 6년만에 개인 커리어 2번째 우승을 맛보았다.
그리고 2023년 K3리그에서는 4위라는 구단 역사상 K3리그 역대 최고 성적을 남겼고 2023년 전국체육대회에서는 실질적 홈팀인 FC 목포와 함께 공동 동메달을 획득하면서 2회 연속 전국체전 메달 수확에 성공했으며 2024 시즌을 앞두고 울산시민축구단의 주장으로 선임되었다.

## 대회 성적

### 클럽
천안 시티
- 내셔널리그 : 3위 (2017, 2018, 2019)
- 내셔널축구선수권대회 : 준우승 (2017), 4강 (2018)
- 전국체육대회 : 금메달 (2016)

울산시민축구단
- K3리그 : 4위 (2023)
- K4리그 : 준우승 (2020)
- 전국체육대회 : 금메달 (2022), 동메달 (2023)